# Джорбенадзе, Автандил Христофорович
Автандил Христофорович Джорбенадзе (груз. ავთანდილ ჯორბენაძე; 23 февраля 1951 — 17 мая 2024) — грузинский государственный деятель. Государственный министр Грузии (2001—2003).

## Биография
Родился 23 февраля 1951 года в селении Чибати Ланчхутского района. В 1974 году окончил Тбилисский государственный медицинский институт. В 1970-х гг. — ординатор 1-й Тбилисской клинической больницы, врач-терапевт 29-й поликлиники, врач воинской части Вооружённых Сил СССР. В 1978—1982 годах врач-рентгенолог 1-й Тбилисской клинической больницы, в 1982—1986 годах заместитель главного врача по лечебной части.
В 1986—1991 годах — заместитель начальника, затем начальник отдела здравоохранения Тбилисского горисполкома. С января 1992 по март 1993 года — заместитель министра здравоохранения Грузии (ведомство на тот момент возглавлял родственник Джорбенадзе, Ираклий Менагаришвили). С марта по октябрь 1993 — заместитель начальника Службы государственной охраны. С октября 1993 по декабрь 1999 года — министр здравоохранения, с декабря 1999 по декабрь 2001 года — министр труда, здравоохранения и социальной защиты Грузии.
Занимал пост государственного министра Грузии (главы кабинета министров) в течение двух лет, с декабря 2001 по ноябрь 2003 года. Летом 2002 года возглавил пропрезидентскую партию «Союз граждан Грузии» после её провала на местных выборах, рассматривался в качестве возможного преемника Эдуарда Шеварднадзе. Ушёл в отставку в ходе «революции роз» вслед за президентом, «чтобы не обострять обстановку в стране и не допустить противостояния в обществе».
С 2011 года — председатель наблюдательного совета Центра неотложной кардиологии им. Чапидзе. Являлся автором изобретения и шести опубликованных научных работ. Награждён орденом Вахтанга Горгасали II степени (1994).
Умер 17 мая 2024 года в Тбилиси в возрасте 73 лет.